# 兎野みみ
兎野 みみ（うさぎの みみ）は、日本の漫画家。主に小学館の漫画雑誌『ちゃお』、小学館の学年別学習雑誌で執筆している。
デビュー作は、「It's雲さん」。
兎野みみという風変わりなペンネームは、ペンネームを何にしようか決める途中に、指でうさぎの耳をはさんだからだという（と、「アロハちゃん〆切り30秒前!」で書かれている）。

## 主な作品
- ズボラーキングのばらちゃん
- アロハちゃん〆切り30秒前!
- ずるいぞ!!モッチンLove
- 熱血!!バレー部にゃな子
- ヒュ～ドロドロいながわクン!